# Shongaloo
Shongaloo ist ein Village im Webster Parish im US-amerikanischen Bundesstaat Louisiana. Das U.S. Census Bureau hat bei der Volkszählung 2020 eine Einwohnerzahl von 151 auf einer Fläche von 20,5 Quadratkilometern ermittelt. 
Shongaloo ist Teil der sozioökonomischen Region Ark-La-Tex, die Teile der vier Bundesstaaten Arkansas, Louisiana, Oklahoma und Texas umfasst.
Shongaloo bedeutet etwa Running Water (deutsch Fließendes Gewässer) oder Cypress Tree (deutsch Zypresse).

## Geographie
Shongaloo liegt im Nordwesten des Bundesstaates Louisiana, etwa zehn Kilometer von der nördlichen Grenze zu Arkansas und 67 Kilometer von der westlichen Grenze zu Texas entfernt. Etwa 15 Kilometer westlich der Stadt liegen die beiden Seen Lake Murray und Paper Mill Pond.
Nahegelegene Städte sind unter anderem Sarepta (13 km südwestlich), Haynesville (13 km östlich), Cotton Valley (15 km südwestlich), Springhill (17 km nordwestlich) und Homer (25 km südöstlich). Die nächste größere Stadt ist mit etwa 200.000 Einwohnern das 50 Kilometer südwestlich gelegene Shreveport.

## Verkehr
In nord-südlicher Ausrichtung wird Shongaloo vom Louisiana Highway 159 durchlaufen, der im Süden bis nach Minden führt. In der Stadtmitte kreuzt er den Louisiana Highway 2, der von Vivian im Westen bis nach Bernice führt und dort im U.S. Highway 63/U.S. Highway 167 aufgeht.
Etwa 40 Kilometer südlich der Stadt verläuft der Interstate 20, der auf einer Länge von 2470 Kilometern sechs Bundesstaaten verbindet. Darüber hinaus gibt es Überlegungen, den Interstate 69 Richtung Süden zu verlängern. Er würde dann wenige Kilometer östlich der Stadt verlaufen.
Über den Shreveport Regional Airport sowie den deutlich kleineren Springhill Airport besteht zudem eine Verbindung zum regionalen Flugverkehr.

## Demographie
Die Volkszählung 2000 ergab eine Einwohnerzahl von 162 Menschen, verteilt auf 65 Haushalte und 47 Familien. Die Bevölkerungsdichte betrug unter acht Menschen pro Quadratkilometer. 98,2 % der Bevölkerung waren Weiße, 0,6 % Indianer und 0,6 % Hispanics oder Lateinamerikaner. 1,2 % hatten zwei oder mehr Ethnizitäten. Auf 100 Frauen kamen 105 Männer. Das Durchschnittsalter lag bei 45 Jahren, das Pro-Kopf-Einkommen betrug fast 21.000 US-Dollar, womit etwas mehr als 10 % der Bevölkerung unterhalb der Armutsgrenze lebte.
Bis zur Volkszählung 2010 ist die Einwohnerzahl auf 182 gestiegen.